# Equipo de Copa Davis de Australia
El Equipo australiano de Copa Davis es el representativo de Australia en la máxima competición internacional a nivel de naciones del tenis.

## Historia
Australia disputa la Copa Davis desde 1905, por entonces lo hacía bajo el nombre de Australasia, hasta 1913 que comenzó a participar en forma independiente. Ha obtenido el trofeo en 28 ocasiones, siendo el segundo máximo ganador detrás de Estados Unidos con 31.

### Victorias y derrotas
|           | Total | Tierra | Carpeta | Césped | Dura | Indoor | Outdoor |
| --------- | ----- | ------ | ------- | ------ | ---- | ------ | ------- |
| Victorias | 170   | 32     | 6       | 107    | 12   | 12     | 145     |
| Derrotas  | 60    | 20     | 6       | 28     | 3    | 13     | 44      |

## Actualidad
Australia compitió en 2008 en el Grupo Asia/Oceanía I. En primera ronda derrotó al representativo de Taiwán como visitante sobre canchas duras y luego superó fácilmente de local al equipo de Tailandia por 5-0. Se ganó así un lugar para luchar por el ascenso al Grupo Mundial. 
En septiembre jugó como visitante por el ascenso al Grupo Mundial ante Chile sobre canchas de tierra batida. Allí sufrió la baja de su figura más importante, el ex-N.º 1 Lleyton Hewitt por lesión, y cayó derrotado por 3-2. Seguirá compitiendo en el Grupo Asia/Oceanía I en 2009.

### Plantel
| Jugador         | Individuales | Dobles |
| --------------- | ------------ | ------ |
| John Peers      | 0 - 0        | 4 - 3  |
| Nick Kyrgios    | 9 - 5        | 0 - 1  |
| Jordan Thompson | 3 - 2        | 1 - 0  |
| Álex de Miñaur  | 0 - 3        | 0 - 0  |
| Matthew Ebden   | 4 - 0        | 1 - 1  |

## Uniformes
| Primero de Juego. | Segundo de Juego. | Entrenamiento y Alternativo de Juego 01 | Entrenamiento y Alternativo de Juego 02. | Alternativo Entrenamiento y Juego 03. | Alternativo Entrenamiento y Juego 02. |  |